# Gingelom
Gingelom est une commune néerlandophone de Belgique située en Région flamande dans la province de Limbourg. Cette commune hesbignone abrite près de 8 700 habitants.
Gingelom est le lieu de décès du premier Régent de Belgique, le baron Surlet de Chokier, lequel y a terminé sa vie en occupant la fonction de bourgmestre.

## Localités et sections de la commune

### Sections
| #  | Section                                      | Superf. (km²) | Habitants (2020) | Habitants par km² | Code INS |
| -- | -------------------------------------------- | ------------- | ---------------- | ----------------- | -------- |
| 1  | Gingelom                                     | 9,25          | 1.566            | 169               | 71017A   |
| 2  | Niel-lez-Saint-Trond (Niel-bij-Sint-Truiden) | 2,84          | 858              | 302               | 71017B   |
| 3  | Muizen                                       | 2,65          | 136              | 51                | 71017C   |
| 4  | Buvingen                                     | 3,42          | 369              | 108               | 71017D   |
| 5  | Borlo                                        | 3,71          | 649              | 175               | 71017E   |
| 6  | Mielen-sur-Alost (Mielen-boven-Aalst)        | 6,00          | 1.041            | 174               | 71017F   |
| 7  | Boekhout                                     | 2,67          | 305              | 114               | 71017G   |
| 8  | Goyer (Jeuk)                                 | 9,19          | 1.521            | 165               | 71017H   |
| 9  | Montenaken                                   | 11,25         | 1.476            | 131               | 71017J   |
| 10 | Corthys (Kortijs)                            | 3,02          | 263              | 87                | 71017K   |
| 11 | Fresin (Vorsen)                              | 2,34          | 205              | 88                | 71017L   |

### Localités
Hasselbroek, Heiselt, Hundelingen, Klein-Jeuk et Klein-Vorsen

## Héraldique
|  | La commune possède des armoiries qui lui ont été octroyées le 9 mai 1989. Ce sont celles de l'ancienne commune de Montenaken, historiquement le village le plus important de la commune fusionnée en 1977. Les armoiries de Montenaken lui avaient été octroyées le 26 janvier 1849 et modifiées le 27 janvier 1866. Elles montrent un château, qui est déjà apparu sur le sceau du village à partir de 1308. Tous les sceaux ultérieurs représentent un château, de plus en plus vaste et complexe dans le temps, avec ou sans branches de chêne. Les couleurs ont été accordées en 1866, le sens n'en est pas connu. Montenaken possédait un château qui formait le centre d'un vaste domaine comprenant 36 villages et avait donc une grande influence locale. Les anciennes armoiries représentaient les armoiries des seigneurs médiévaux de Montenaken, inspirées des armoiries de Jan van Montenaken figurant dans le tableau des armoiries de Gelre. Blasonnement : D'argent à une tour de château d'azur ouverte à deux inclinaisons. (Traduction libre) - Délibération communale : 9 mai 1989 - Arrêté de l'exécutif de la communauté : 8 novembre 1989 Source du blasonnement : Heraldy of the World. |

## Démographie

### Évolution démographique: Avant la fusion des communes
- Source: DGS recensements population

### Évolution démographique de la commune fusionnée
Graphe de l'évolution de la population de la commune. Les données ci-après intègrent les anciennes communes dans les données avant la fusion de 1971 et 1977.
- Source : DGS - Remarque: 1831 jusqu'à 1981=recensement; depuis 1990=nombre d'habitants chaque 1er janvier[3]

## Personnalités de la commune
- Érasme-Louis Surlet de Chokier : régent du Royaume de Belgique.
- Jules François (en) (*24. mai 1907, †13. août 1984) : ophtalmologue connu mondialement.

## Anecdote
En français de Belgique, « Gingelom », tout comme Houte-Si-Plout, renvoie à un lieu imprécis, voire imaginaire. Ces deux localités existent pourtant. À rapprocher de Trifouilly-les-Oies et autres variantes